# 未來之路
《擁抱未來》（英語：The Road Ahead）是微软的联合创始人及CEO比尔·盖茨、微软执行总监Nathan Myhrvold以及记者Peter Rinearson于1995年共同完成的。该书主要讲述了个人电脑的革命以及信息化对未来的巨大影响。盖茨从中获得了2,500,000美元的版税，全数捐给了National Foundation for the Improvement of Education。
台灣由遠流出版社於1996年發行中文翻譯版，此中文翻譯版本之書名為「擁抱未來」，ISBN 9573227177。

## 延伸阅读
- Geoff Richards. . bit-tech.net. 2006-02-08  [2009-10-27]. （原始内容存档于2009-01-06）.